# Йожеф Дудаш
Йожеф Дудаш (угор. Dudás József, нар. 22 вересня 1912, Тиргу-Муреш, Австро-Угорщина — пом. 19 січня 1957, Будапешт, Угорщина) — румунський та угорський політичний активіст, учасник комуністичного підпілля, потім непримиренний антикомуніст. Був одним із найрадикальніших учасників Угорської революції 1956 року. Очолив групу бойовиків, командував масовими погромами і вбивствами співробітників комуністичної держбезпеки. Очолював один з революційних комітетів, сформулював і оголосив політичну програму повстанців. Після придушення повстання заарештований і страчений.

## Біографія
Народився у робітничій сім'ї трансильванських угорців. У 14-річному віці приєднався до робітничого руху. Глибоко перейнявся комуністичними ідеями, вступив у нелегальну Компартію Румунії. Був організатором страйкового руху. За підпільну комуністичну діяльність в 1933 році був заарештований румунською владою і засуджений до 9-річного ув'язнення. У 1939 звільнений за амністією.
Коли в 1940 році Трансільванія була передана до складу Угорщини в результаті Другого Віденського арбітражу, Йожеф Дудаш перебрався в Будапешт. Без спеціальної освіти освоїв інженерні навички, працював механіком на заводі.
Йожеф Дудаш активно брав участь в угорському антифашистському русі, був зв'язковим комуністичного підпілля. Виступав як посередник між керівниками компартії Угорщини Ласло Райком, Дьюлою Каллаї і лідерами Незалежної партії дрібних господарів Золтаном Тілді, Янушем Чорбою.
Тісні зв'язки Дудаша з комуністами стали відомі антинацистськи налаштованим прихильникам Міклоша Горті. З їхньої ініціативи Дудаш був включений до складу делегації прем'єр-міністра Гези Лакатоша, що проводила в Москві переговори про вихід Угорщини з Другої світової війни. Йожеф Дудаш належав до Угорського фронту, що об'єднував комуністів, соціал-демократів і Незалежну партію дрібних господарів, був одним із засновників прорадянського Визвольного комітету Угорського національного повстання.
Після війни Йожеф Дудаш все більш дистанціювався від комуністів, що прийшли до влади. Його не влаштовували тотальна регламентація, політичні репресії, присутність на території Угорщини радянських військ. Дудаш вступив в Незалежну партію дрібних господарів і був обраний в Уряд Будапешта. Його ставлення до партійного режиму Матяша Ракоші ставало все більш негативним. Дудаш зблизився з антикомуністичним підпіллям, зайнявся поширенням листівок. У 1947 році він був заарештований комуністичною держбезпекою, але на наступний рік звільнений за клопотанням Ласло Райка.
У 1951 році Дудаш був знову заарештований і виданий румунській комуністичній владі, які заарештували його за звинуваченням в провокаторстві в роки війни. Звільнившись в 1954 році, Дудаш повернувся в Угорщину. Працював фахівцем по холодильній техніці.

### Участь у революції 1956 року
23 жовтня 1956 року масові протести в Будапешті поклали початок Угорській антикомуністичній революції. Йожеф Дудаш негайно приєднався до руху, брав участь в демонстраціях, виступав на мітингах із закликами до повалення комуністичної влади. Він займав найрадикальніші позиції, відмовлявся від будь-яких компромісів, не визнавав уряду Імре Надя і військового керівництва Пала Малетер.
Йожеф Дудаш сформував власний загін антикомуністичних бойовиків приблизно з 400 осіб, що відрізнялися особливою жорстокістю. Очолив Національний комітет Другого району Будапешта, від імені якого виступив 29 жовтня 1956 року з програмою з 25 пунктів. Оголошена Дудашем програма була розіслана урядам всіх країн-членів ООН.
Під контролем Дудаша почався випуск газети «Угорська незалежність» (угор. Magyar Függetlenség). Перший же заголовок якої звучав «Ми не визнаємо нинішній уряд!» (Йшлося про уряд Імре Надя). Газета друкувалася тиражем 50 тисяч примірників в захопленій бойовиками Дудаша друкарні газети «Вільний народ» (Szabad Nép) — центрального органу комуністичної Угорської партії трудящих.
При цьому Йожеф Дудаш, виступаючи від імені свого ревкому, тримався поза політичних партій. Він виходив з того, що найближчі цілі всіх демократичних партій єдині, а детальна розробка партійних програм — справа майбутнього.
Однак незабаром Дудаш придбав негативну репутацію серед революціонерів, так як вступив в переговори з командуванням радянських військ, наполягаючи на своєму визнанні як керівника Угорщини замість Надя. У загоні виник розкол. Крім того, Дудашу не вдалося завоювати авторитет в угорської інтелігенції. Ліберальні інтелектуали ставилися до нього вкрай негативно, вважали авантюристом і порівнювали з Муссоліні.
3 листопада заступник Йожефа Дудаша Андраш Ковач відсторонив його від командування загоном. На наступний день Дудаш був поранений в бойовому зіткненні з радянськими військами і поміщений в госпіталь. Після військової поразки Йожеф Дудаш був обнадіяний першим зверненнями Яноша Кадара. Він розраховував, що спільне антифашистське минуле і ворожість до скинутого режиму Ракоші дозволить домовитися з партією Кадара (Угорська соціалістична робітнича партія) і новим урядом.
21 листопада Дудаш був запрошений в будинок угорського парламенту на зустріч Кадара з представниками робочих рад і революційних комітетів. Там він був негайно заарештований радянськими офіцерами.

### Суд і страта
Йожеф Дудаш був включений у «список Маленкова» — перелік «небезпечних контрреволюціонерів», яких радянське керівництво розпорядилося стратити. На суді Дудаш тримався жорстко, називав себе пролетарським революціонером, соціалістом і заявляв, що готовий померти в ім'я угорської свободи. Поразку революції він пояснював несприятливою міжнародною обстановкою.
14 січня 1957 Йожеф Дудаш був засуджений до смертної кари. 19 січня вирок було виконано.

## Сім'я
Йожеф Дудаш був одружений з Жозефіною Дудаш (уроджена Інжель). Жозефіна Дудаш була однодумницею і соратницею чоловіка. У шлюбі подружжя Дудаш мали трьох дітей. Померла Жозефіна Дудаш в 2008 році у віці 90 років.

## Вшанування
26 жовтня 1991 року, після зміни суспільного ладу в Угорщині, у Другому районі Будапешта був встановлений пам'ятний знак Йожефу Дудашу..
У 1995 році в Угорщині був знятий фільм «Akit a vihar felkapott» (Хто вибрав бурю) про участь Йожефа Дудаша в повстанні 1956 року. У створенні фільму брала участь Жозефіна Дудаш.